# Minnesotas legislatur
Minnesotas legislatur (engelska: Minnesota Legislature) är den lagstiftande församlingen i den amerikanska delstaten Minnesota.

## Senaten
Minnesotas senat (engelska: Minnesota Senate) består av 67 senatorer valda från 67 distrikt. Senatorerna tjänstgör i 4-åriga mandatperioder för årtalen som slutar med 2 och 6, samt 2-åriga mandatperioder för årtalen som slutar på 0. Anledningen till de skilda mandatperioderna är den federala folkräkningen vart 10:e år som påverkar valdistriktens utformning. 
Fram till 1972 var Minnesotas viceguvernör (engelska: Minnesota Lieutenant Governor) även ex officio presiderande i senaten. Från 1973 väljer senaten sin egen president (engelska: President of the Minnesota Senate).

## Representanthuset
Minnesotas representanthus (engelska: Minnesota House of Representatives) består av 134 ledamöter som väljs från 2-åriga mandatperioder. Representanthusets ledamöter väljs från 67 valdistrikt som är uppdelade i underdistrikt A och B.

## Bildgalleri

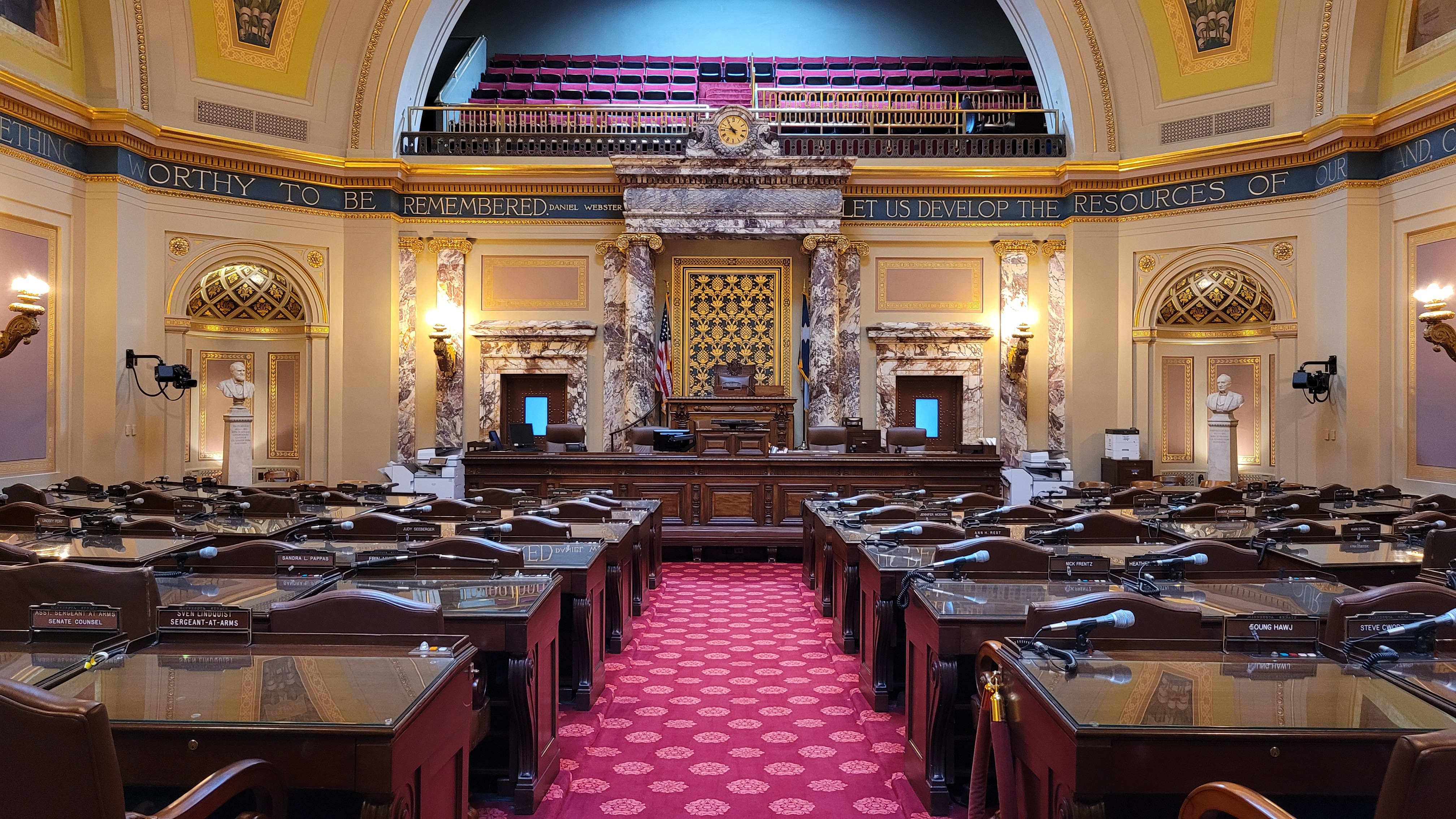
Senatens kammare
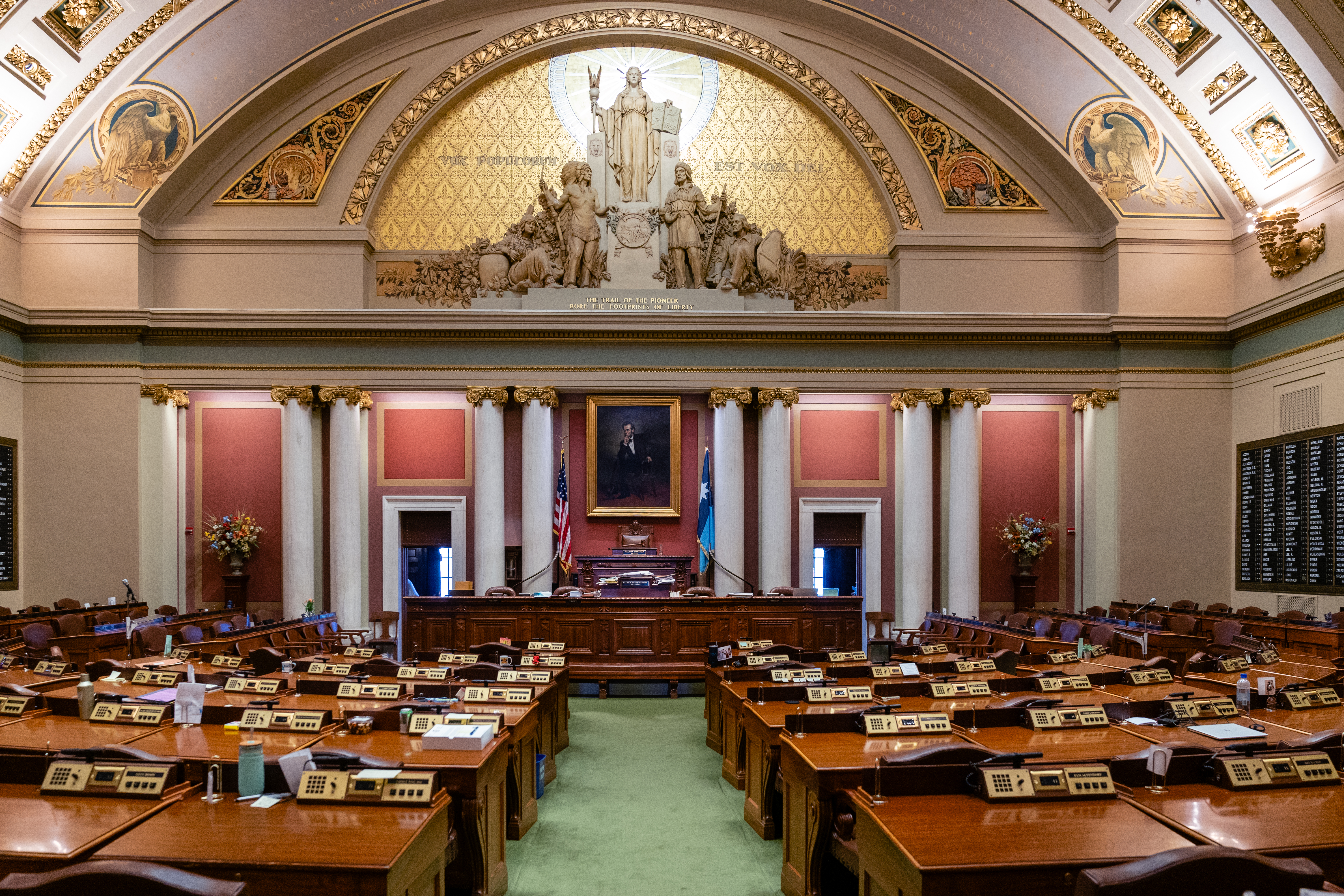
Representanthusets kammare